# Pinehurst (North Carolina)
Pinehurst ist ein Village in Moore County, North Carolina. Das U.S. Census Bureau ermittelte bei der Volkszählung 2020 eine Einwohnerzahl von 17.581.
Die Stadt belegt insgesamt eine Fläche von 38,6 km². Vince McMahon, der Besitzer der WWE, wurde in dieser Stadt geboren.
Pinehurst ist berühmt für seinen Golfkurs. 1936 wurde hier die PGA Championship ausgetragen, 1951 der Ryder Cup. 1999, 2005, 2014 und 2024 fanden die U.S. Open Golf Championships im Pinehurst Golf Resort statt.

## Statistik
Im Jahr 2000 hatte Pinehurst 9706 Einwohner, davon
- - 95,31 % Weiße
  - 3,27 % Afroamerikaner
  - 1,04 % Lateinamerikaner
  - 0,62 % Asiaten
  - 0,24 % Amerikanische Ureinwohner
  - 0,02 % Pazifikinsulaner
- 4510 Haushalte
  - 13,8 % davon mit Kindern
- 3310 Familien
- 261,3 Einwohner pro km²

## Persönlichkeiten
- Vince McMahon (* 1945), Wrestler und Unternehmer